# Plitska
Plitska (cyr. Плитска) – wieś w Bośni i Hercegowinie, w Republice Serbskiej, w gminie Kotor Varoš. W 2013 roku liczyła 6 mieszkańców.